# 1944 (album Dżamały)
1944 – czwarty album studyjny ukraińskiej piosenkarki Dżamały. Wydany 10 czerwca 2016 w Europie, a 10 lipca 2016 w Stanach Zjednoczonych.

## Singel
5 lutego 2016 wydała singel „1944” z którym zgłosiła się do krajowych eliminacji do 61. Konkursu Piosenki Eurowizji w Sztokholmie. 6 lutego wystąpiła w pierwszym półfinale selekcji i zakwalifikowała się do finału z liczbą 18 punktów (9 punktów od jury oraz 9 punktów od widzów). 21 lutego wystąpiła w finale selekcji, który zajęła pierwsze miejsce (5 punktów od jurorów oraz 6 punktów od jury), taką samą liczbę punktów dostał zespół The Hardkiss, który ostatecznie skończył na drugim miejscu, ponieważ Dżamała dostała więcej punktów od widzów, dzięki czemu została ona reprezentantką Ukrainy w 61. Konkursie Piosenki Eurowizji. 12 maja 2016 wystąpiła w drugim półfinale Konkursu i zakwalifikowała się z drugiego miejsca do finału z liczbą 287 punktów (132 od jury; 3. miejsce i 152 od widzów; 1. miejsce). 14 maja wystąpiła z numerem 21 w finale konkursu, który wygrała z liczbą 534 punktów, w co złożyło się 211 punktów od jury; 2. miejsce, w czym najwyższe noty z San Marino, Gruzji, Bośni, Danii, Mołdawii, Łotwy, Izraela, Serbii, Macedonii, Polski, Słowenii oraz 323 punktów od widzów, także 2. miejsce z najwyższymi notami od San Marino, Czech, Finlandii, Włoch, Polski i Węgier.

## Lista utworów
| Nr  | Tytuł utworu                    | Tekst                      | Producent  | Długość |
| --- | ------------------------------- | -------------------------- | ---------- | ------- |
| 1.  | „1944”                          | Dżamała                    | Dżamała    | 3:00    |
| 2.  | „I’m Like a Bird”               | Dżamała, Olena Chubuklieva | Dżamała    | 3:33    |
| 3.  | „Hate Love”                     | Dżamała                    | Dżamała    | 3:46    |
| 4.  | „Watch Over Me”                 | Maria Quintile             | Dżamała    | 5:47    |
| 5.  | „Perfect Man”                   | Art Antonyan               | Dżamała    | 3:45    |
| 6.  | „My Lover”                      | Art Antonyan, Dżamała      | Dżamała    | 3:38    |
| 7.  | „Drifting Apart” (z The Erised) | Dżamała                    | The Erised | 3:31    |
| 8.  | „You’ve Got Me”                 | Art Antonyan               | Dżamała    | 3:24    |
| 9.  | „Thank You”                     | Art Antonyan               | Dżamała    | 3:22    |
| 10. | „With My Eyes”                  | Dżamała, Platova           | Dżamała    | 4:33    |
| 11. | „Way To Home”                   | Dżamała, Platova           | Dżamała    | 4:26    |
| 12. | „Breath”                        | Dżamała, Platova           | Dżamała    | 4:29    |
|     |                                 |                            |            | 47:14   |